# 소피 옥사넨

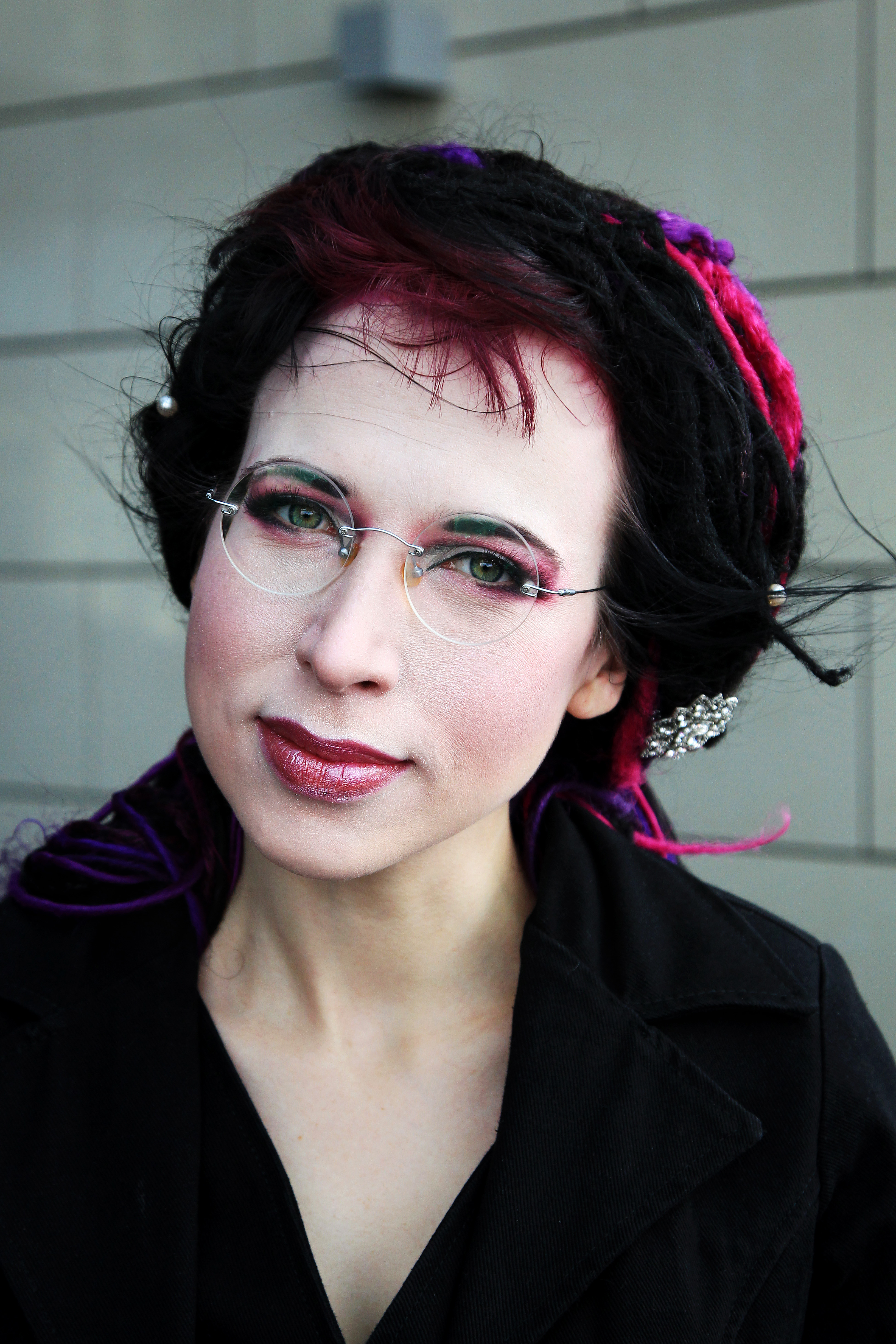
옥사넨(2010년)

소피엘리나 옥사넨(핀란드어: Sofi-Elina Oksanen, 1977년 1월 7일 ~ )은 핀란드의 작가이다.